# Xanthesma evansi
Xanthesma evansi är en biart som först beskrevs av Michener 1965.  Xanthesma evansi ingår i släktet Xanthesma och familjen korttungebin. Inga underarter finns listade i Catalogue of Life.